# Nikołaj Marcenko
Nikołaj Marcenko (ur. 25 maja 1993 w Krasnojarsku) – rosyjski kierowca wyścigowy.

## Kariera

### Początki
Pierwszy kontakt Marcenki z wyścigami samochodowymi miał miejsce w amatorskiej serii pojazdów turystycznych. Miał wówczas zaledwie 11 lat. W 2008 roku zadebiutował w profesjonalnej lokalnej serii – Pucharze Łady. Zdobyte w niej punkty sklasyfikowały go na 4. miejscu.
W sezonie 2009 brał udział w Formuły 3 Finlandii. Rosjanin sześciokrotnie stanął na podium, w tym raz na najwyższym stopniu. I tu zmagania zakończył na 4. pozycji. Poza wystartował także w czterech wyścigach Pucharu F3 NEZ oraz Niemieckiej Formuły 3 (w klasie „Trophy”). W obu seriach stawał na podium, ostatecznie plasując się odpowiednio na 5. i 7. lokacie w końcowej klasyfikacji.

### Formuła 3
W latach 2010–2011 Marcenko rywalizował w Niemieckiej Formule 3. Pomimo udziału we wszystkich wyścigach nie zdobył jednak dużej ilości punktów. W pierwszym podejściu jedyny punkt uzyskał dzięki ósmemu miejscu w pierwszym wyścigu, na torze Sachsenring. W drugim sezonie startów trzykrotnie meldował się w czołowej ósemce, a w klasyfikacji generalnej uzbierał dziewięć „oczek”. Najlepszą lokatę odnotował na torze w Assen, gdzie był czwarty. Zdobyte punkty sklasyfikowały go odpowiednio na 18. i 12. pozycji.

### Formuła Renault 3.5
W 2012 roku Marcenko podpisał kontrakt z brytyjską stajnią BVM Target, na udział w Formule Renault 3.5. Najbardziej udanym wyścigiem w sezonie był dla Marcenki inaugurujący sezon wyścig na torze Ciudad del Motor de Aragón, który ukończył na 5 pozycji. Z dorobkiem 13 punktów został ostatecznie sklasyfikowany na 20 pozycji w klasyfikacji generalnej.
Na sezon 2013 Nikołaj zmienił zespół na hiszpański Pons Racing. W ciągu 17 wyścigów, w których startował, trzykrotnie plasował się w pierwszej dziesiątce. Uzbierane 20 punktów pozwoliło mu zająć ponownie 20 miejsce w klasyfikacji końcowej.
W sezonie 2014 Marcenko podpisał kontrakt z brytyjską ekipą Comtec Racing. Podczas wyścigu na torze Ciudad del Motor de Aragón stanął na drugim stopniu podium. W ciągu czterech wyścigów, w których wystartował, uzbierał łącznie 36 punktów, co dało mu czternaste miejsce w końcowej klasyfikacji kierowców.

### Seria GP3
W sezonie 2014 Rosjanin wystartował także w wyścigach austriackiej oraz rosyjskiej rundy serii GP3 z niemiecką ekipą Hilmer Motorsport. W swoim debiutanckim wyścigu uplasował się na dziewiętnastej pozycji, co było jego najwyższym wynikiem w sezonie. Został sklasyfikowany na 33 miejscu w końcowej klasyfikacji kierowców.

### Podsumowanie startów
| Sezon | Seria                         | Zespół                 | Wyścigi | Zwycięstwa | PP | NO | Podium | Punkty | Pozycja |
| ----- | ----------------------------- | ---------------------- | ------- | ---------- | -- | -- | ------ | ------ | ------- |
| 2008  | Krasnojarski Puchar Łady      | Ilan-MotorSport        | 12      | 1          | 0  | ?  | 3      | 62     | 4       |
| 2009  | Nordycka Formuła 3            | Max Travin Racing Team | 10      | 1          | 0  | 3  | 6      | 134    | 4       |
| 2009  | Puchar Formuły 3 NEZ          | Max Travin Racing Team | 4       | 1          | 0  | 0  | 2      | 59     | 5       |
| 2009  | Niemiecka Formuła 3 (Trofeum) | Jenichen Motorsport    | 4       | 0          | 0  | 0  | 1      | 16     | 7       |
| 2010  | Niemiecka Formuła 3           | Max Travin Racing Team | 18      | 0          | 0  | 0  | 0      | 1      | 18      |
| 2011  | Niemiecka Formuła 3           | Max Travin Racing Team | 18      | 0          | 0  | 0  | 0      | 9      | 12      |
| 2012  | Formuła Renault 3.5           | BVM Target             | 17      | 0          | 0  | 0  | 0      | 13     | 20      |
| 2013  | Formuła Renault 3.5           | Pons Racing            | 17      | 0          | 0  | 0  | 0      | 20     | 20      |
| 2014  | Formuła Renault 3.5           | Comtec Racing          | 4       | 0          | 0  | 0  | 1      | 36     | 14      |
| 2014  | Seria GP3                     | Hilmer Motorsport      | 3       | 0          | 0  | 0  | 0      | 0      | 33      |

## Wyniki w GP3
| Legenda oznaczeń w tabelach wyników Wyświetl szablon na nowej stronie | Legenda oznaczeń w tabelach wyników Wyświetl szablon na nowej stronie                                                                     |
| Oznaczenie                                                            | Wyjaśnienie |
| --------------------------------------------------------------------- | --- |
| Złoty                                                                 | Zwycięzca lub mistrzostwo |
| Srebrny                                                               | 2. miejsce lub wicemistrzostwo |
| Brązowy                                                               | 3. miejsce lub II wicemistrzostwo |
| Zielony                                                               | Ukończył, punktował (w klasyfikacji generalnej, gdy zdobył co najmniej jeden punkt na przestrzeni sezonu, poza trzema powyższymi opcjami) |
| Niebieski                                                             | Ukończył, nie punktował (w klasyfikacji generalnej, gdy nie zdobył co najmniej jednego punktu na przestrzeni sezonu)                      |
| Czerwony                                                              | Nie zakwalifikował się (NZ) |
| Czerwony                                                              | Nie prekwalifikował się (NPK) |
| Różowy                                                                | Nie ukończył (NU) |
| Różowy                                                                | Niesklasyfikowany (NS) (w klasyfikacji generalnej, gdy nie został sklasyfikowany w żadnym wyścigu sezonu)                                 |
| Czarny                                                                | Zdyskwalifikowany (DK) |
| Czarny                                                                | Wykluczony (WYK/EX) |
| Biały                                                                 | Nie wystartował (NW) |
| Biały                                                                 | Kontuzjowany (K/INJ) |
| Biały                                                                 | Wyścig odwołany (OD/C) |
| Bez koloru                                                            | Został wycofany (WYC/WD) |
| Bez koloru                                                            | Nie przybył (NP/DNA) |
| Bez koloru                                                            | Nie brał udziału w treningach (NT/DNP) |
| Bez koloru                                                            | Nie został zgłoszony (–) |
| Pogrubienie                                                           | Start z pole position |
| Kursywa                                                               | Najszybsze okrążenie wyścigu |
| †                                                                     | Nie ukończył, ale jego rezultat został zaliczony ze względu na przejechanie więcej niż 90% dystansu wyścigu.                              |
| *                                                                     | Sezon w trakcie |
| 1/2/3                                                                 | Punktowana pozycja w sprincie kwalifikacyjnym                                                                                             |
| Lista systemów punktacji Formuły 1                                    | |

| Rok  | Zespół            | Wyniki w poszczególnych eliminacjach | Wyniki w poszczególnych eliminacjach | Wyniki w poszczególnych eliminacjach | Wyniki w poszczególnych eliminacjach | Wyniki w poszczególnych eliminacjach | Wyniki w poszczególnych eliminacjach | Wyniki w poszczególnych eliminacjach | Wyniki w poszczególnych eliminacjach | Wyniki w poszczególnych eliminacjach | Wyniki w poszczególnych eliminacjach | Wyniki w poszczególnych eliminacjach | Wyniki w poszczególnych eliminacjach | Wyniki w poszczególnych eliminacjach | Wyniki w poszczególnych eliminacjach | Wyniki w poszczególnych eliminacjach | Wyniki w poszczególnych eliminacjach | Wyniki w poszczególnych eliminacjach | Wyniki w poszczególnych eliminacjach | Punkty | Pozycja |
| ---- | ----------------- | ------------------------------------ | ------------------------------------ | ------------------------------------ | ------------------------------------ | ------------------------------------ | ------------------------------------ | ------------------------------------ | ------------------------------------ | ------------------------------------ | ------------------------------------ | ------------------------------------ | ------------------------------------ | ------------------------------------ | ------------------------------------ | ------------------------------------ | ------------------------------------ | ------------------------------------ | ------------------------------------ | ------ | ------- |
| 2014 | Hilmer Motorsport | ESP                                  | ESP                                  | AUT                                  | AUT                                  | GBR                                  | GBR                                  | DEU                                  | DEU                                  | HUN                                  | HUN                                  | BEL                                  | BEL                                  | ITA                                  | ITA                                  | RUS                                  | RUS                                  | ARE                                  | ARE                                  | 0      | 33      |
| 2014 | Hilmer Motorsport | –                                    | –                                    | 19                                   | NW                                   | –                                    | –                                    | –                                    | –                                    | –                                    | –                                    | –                                    | –                                    | –                                    | –                                    | 19                                   | NU                                   | –                                    | –                                    | 0      | 33      |

## Wyniki w Formule Renault 3.5
| Legenda oznaczeń w tabelach wyników Wyświetl szablon na nowej stronie | Legenda oznaczeń w tabelach wyników Wyświetl szablon na nowej stronie                                                                     |
| Oznaczenie                                                            | Wyjaśnienie |
| --------------------------------------------------------------------- | --- |
| Złoty                                                                 | Zwycięzca lub mistrzostwo |
| Srebrny                                                               | 2. miejsce lub wicemistrzostwo |
| Brązowy                                                               | 3. miejsce lub II wicemistrzostwo |
| Zielony                                                               | Ukończył, punktował (w klasyfikacji generalnej, gdy zdobył co najmniej jeden punkt na przestrzeni sezonu, poza trzema powyższymi opcjami) |
| Niebieski                                                             | Ukończył, nie punktował (w klasyfikacji generalnej, gdy nie zdobył co najmniej jednego punktu na przestrzeni sezonu)                      |
| Czerwony                                                              | Nie zakwalifikował się (NZ) |
| Czerwony                                                              | Nie prekwalifikował się (NPK) |
| Różowy                                                                | Nie ukończył (NU) |
| Różowy                                                                | Niesklasyfikowany (NS) (w klasyfikacji generalnej, gdy nie został sklasyfikowany w żadnym wyścigu sezonu)                                 |
| Czarny                                                                | Zdyskwalifikowany (DK) |
| Czarny                                                                | Wykluczony (WYK/EX) |
| Biały                                                                 | Nie wystartował (NW) |
| Biały                                                                 | Kontuzjowany (K/INJ) |
| Biały                                                                 | Wyścig odwołany (OD/C) |
| Bez koloru                                                            | Został wycofany (WYC/WD) |
| Bez koloru                                                            | Nie przybył (NP/DNA) |
| Bez koloru                                                            | Nie brał udziału w treningach (NT/DNP) |
| Bez koloru                                                            | Nie został zgłoszony (–) |
| Pogrubienie                                                           | Start z pole position |
| Kursywa                                                               | Najszybsze okrążenie wyścigu |
| †                                                                     | Nie ukończył, ale jego rezultat został zaliczony ze względu na przejechanie więcej niż 90% dystansu wyścigu.                              |
| *                                                                     | Sezon w trakcie |
| 1/2/3                                                                 | Punktowana pozycja w sprincie kwalifikacyjnym                                                                                             |
| Lista systemów punktacji Formuły 1                                    | |

| Rok  | Zespół        | Wyniki w poszczególnych eliminacjach | Wyniki w poszczególnych eliminacjach | Wyniki w poszczególnych eliminacjach | Wyniki w poszczególnych eliminacjach | Wyniki w poszczególnych eliminacjach | Wyniki w poszczególnych eliminacjach | Wyniki w poszczególnych eliminacjach | Wyniki w poszczególnych eliminacjach | Wyniki w poszczególnych eliminacjach | Wyniki w poszczególnych eliminacjach | Wyniki w poszczególnych eliminacjach | Wyniki w poszczególnych eliminacjach | Wyniki w poszczególnych eliminacjach | Wyniki w poszczególnych eliminacjach | Wyniki w poszczególnych eliminacjach | Wyniki w poszczególnych eliminacjach | Wyniki w poszczególnych eliminacjach | Punkty | Pozycja |
| ---- | ------------- | ------------------------------------ | ------------------------------------ | ------------------------------------ | ------------------------------------ | ------------------------------------ | ------------------------------------ | ------------------------------------ | ------------------------------------ | ------------------------------------ | ------------------------------------ | ------------------------------------ | ------------------------------------ | ------------------------------------ | ------------------------------------ | ------------------------------------ | ------------------------------------ | ------------------------------------ | ------ | ------- |
| 2012 | BVM-Target    | ARA                                  | ARA                                  | MON                                  | BEL                                  | BEL                                  | DEU                                  | DEU                                  | RUS                                  | RUS                                  | GBR                                  | GBR                                  | HUN                                  | HUN                                  | FRA                                  | FRA                                  | CAT                                  | CAT                                  | 13     | 20      |
| 2012 | BVM-Target    | 5                                    | 15                                   | 18                                   | 10                                   | 9                                    | 21                                   | NU                                   | NU                                   | 18                                   | NU                                   | 12                                   | NU                                   | 14                                   | 23                                   | 21                                   | 25                                   | 20                                   | 13     | 20      |
| 2013 | Pons Racing   | ITA                                  | ITA                                  | ARA                                  | ARA                                  | MON                                  | BEL                                  | BEL                                  | RUS                                  | RUS                                  | AUT                                  | AUT                                  | HUN                                  | HUN                                  | FRA                                  | FRA                                  | CAT                                  | CAT                                  | 20     | 20      |
| 2013 | Pons Racing   | NU                                   | NU                                   | 12                                   | 21                                   | NU                                   | 6                                    | 7                                    | NU                                   | 14                                   | NU                                   | NU                                   | 11                                   | NU                                   | 7                                    | 12                                   | 13                                   | 17                                   | 20     | 20      |
| 2014 | Comtec Racing | ITA                                  | ITA                                  | ARA                                  | ARA                                  | MON                                  | BEL                                  | BEL                                  | RUS                                  | RUS                                  | DEU                                  | DEU                                  | HUN                                  | HUN                                  | FRA                                  | FRA                                  | JER                                  | JER                                  | 36     | 14      |
| 2014 | Comtec Racing | 5                                    | 6                                    | 2                                    | NU                                   | –                                    | –                                    | –                                    | –                                    | –                                    | –                                    | –                                    | –                                    | –                                    | –                                    | –                                    | –                                    | –                                    | 36     | 14      |